# تاتس
تاتس (به مجاری:  Tác) یک سکونتگاه مسکونی در مجارستان است که در فیر واقع شده‌است.